# リック・ザ・スター
『リック・ザ・スター』(原題 Lick the Star )は、1998年に16mmフィルムを用い制作されたアメリカ合衆国の短編映画。
フランシス・フォード・コッポラの娘であるソフィア・コッポラが初めて監督・脚本を務めた。
映画『HOP』のDVDボーナスコンテンツとして今作が収録されている。

## 概要
ソフィア・コッポラが作品のコンセプトとして用いた『孤立感』はその後の作品に多く表れており、
『リック・ザ・スター』は1999年公開の長編映画『ヴァージン・スーサイズ』の原型になったとも言われている。
また『リック・ザ・スター』は（星をなめる）という意味であるが、『キル・ザ・ラッツ』（嫌いな奴を殺せ）という隠語で作中では使用されている。

## ストーリー
舞台はアメリカのハイスクール。7年生の4人組の少女を軸にしてストーリが描かれている。
学園のクイーンに君臨するクレア。彼女が『リック・ザ・スター』というコードネームの計画を仲間に持ちかける。
その内容とは、『屋根裏部屋の花たち』という小説に触発された、気に入らない男の子に毒を盛る、という内容であった。
だがその計画が進むにつれその噂が校内に蔓延し、彼女は孤立していく。
思春期の少女の多感で残酷な様を美しく描いた作品である。

## サウンドトラック
- "Tipp City" ーアンプス
- "Top 40"ーフリー・キトゥン
- "Bouwerie Boy"ーフリー・キトゥン
- "This Town"ーゴーゴーズ
- "Eat Cake" ーフリー・キトゥン
- "Heidi Cakes" ーランド・オブ・ザ・ループス

## 参考
- Watch: Sofia Coppola's 1998 Short Film 'Lick The Star'